# Villers-Franqueux
 Villers-Franqueux  es una población y comuna francesa, en la región de Champaña-Ardenas, departamento de Marne, en el distrito de Reims y cantón de Bourgogne.

## Demografía
| 212 | 198 | 228 | 220 | 270 | 281 |
| Para los censos de 1962 a 1999 la población legal corresponde a la población sin duplicidades (Fuente: INSEE [Consultar]) |     |     |     |     |     |